# Municipio de Ayutla de los Libres
El municipio de Ayutla de los Libres es uno de los 85 municipios que conforman el estado de Guerrero, en el sur de México. Forma parte de la región de la Costa Chica y su cabecera es la Ciudad de Ayutla de los Libres.

## Toponimia
Ayutla se deriva del vocablo náhuatl Ayotlan, que según algunas interpretaciones significa "junto a las calabazas". Sin embargo, otra versión afirma que el topónimo del lugar significa "lugar donde abundan las tortugas". Le fue añadido el epíteto de los Libres en alusión al inicio de la revolución de marzo de 1854 iniciada en esta población. Según el Gran Diccionario Náhuatl, la palabra ayotl significa «tortuga». Su nombre mixteco es Tutioo.

## Escudo
El significado del escudo es el siguiente: 
La tortuga se toma de la etimología náhuatl. Que nos señala que Ayutla o “Ayotlán” significa lugar de tortugas o abundancia de estas. 
La columna representa al Plan de Ayutla, promulgado el primero de marzo de 1854 que da inicio a la Revolución del mismo nombre, para derrocar a la tiranía encabezada por don Antonio López de Santa Anna. 
El Pebetero y flama votiva es el homenaje que se le tributa a los próceres que hicieron posible el Plan de Ayutla, su revolución, el movimiento de la Reforma y la Constitución de 1857. 
El Libro Abierto representa la Constitución de 1857. 
El Águila representa el símbolo de la mexicanidad y se basa en el emblema nacional
El Escudo fue un diseño y creación de Don Miguel Ángel Flores Fragoso en el año de 1979 y plasmado por primera vez en uno de los murales del Palacio Municipal oficialmente inaugurado por el entonces Presidente Municipal Don Miguel Ángel Flores Fragoso en marzo de 1983.

## Geografía

### Localización y extensión
El municipio de Ayutla de los Libres se localiza al sureste del estado de Guerrero, en la región geoeconómica de la Costa Chica; sus coordenadas geográficas son 16°46′ y 17°12′ de latitud norte y en los 98°56′y 99°15′de longitud oeste respecto al meridiano de Greenwich. Limita al norte con los municipios de Quechultenango y Acatepec; al sur con Florencio Villarreal y San Marcos; al este con San Luis Acatlán y Cuautepec y al oeste con el municipio de Tecoanapa. Aunque actualmente las colindancias cambiarán ya que el 31 de agosto de 2021 se aprobó la creación de un nuevo municipio y que abarcará 37 comunidades, territorios que ya no formarán parte del municipio de Ayutla de los Libres.

## Demografía

### Población
De acuerdo a los resultados del Censo de Población y Vivienda de 2020 realizado por el Instituto Nacional de Estadística y Geografía, la población total del municipio es de 69 123 habitantes, lo que representa un crecimiento promedio de 1% anual en el período 2010-2020 sobre la base de los 62 690 habitantes registrados en el censo anterior. Al año 2020 la densidad del municipio era de 65,72 hab/km².
| Gráfica de evolución demográfica de Municipio de Ayutla de los Libres entre 2000 y 2020 |
|                                                                                         |
| Fuente: Instituto Nacional de Estadística Geografía e Informática                       |

El 48.4% de los habitantes eran hombres y el 51.6% eran mujeres. El 82.2% de los habitantes mayores de 15 años (36 901 personas) estaba alfabetizado. 

Alrededor del 40% de la población, (28 779 personas), es indígena. Las lenguas indígenas con mayor número de hablantes son las amuzgo de Guerrero, mixtecas, zapotecas, mixe, náhuatl, tlapaneco y totonaca.
En el año 2010 estaba clasificado como un municipio de grado muy alto de vulnerabilidad social, con el 56.26% de su población en estado de pobreza extrema. Según los datos obtenidos en el censo de 2020, la situación de pobreza extrema afectaba al 28.4% de la población (20 998 personas).

### Localidades
En el censo de 2020 el municipio de Ayutla de los Libres contaba con 133 localidades.
| Código INEGI      | Localidad            | Población (2020) |
| ----------------- | -------------------- | ---------------- |
| 120120001         | Ayutla de los Libres | 18 224           |
| 120120014         | Colotepec            | 2 561            |
| 120120051         | Tonalá               | 2 297            |
| 120120044         | Tepetates            | 2 060            |
| 120120016         | El Cortijo           | 2 056            |
| 120120007         | La Azozuca           | 1 911            |
| 120120037         | San José la Hacienda | 1 816            |
| 120120033         | El Refugio           | 1 238            |
| 120120053         | Tutepec              | 1 235            |
| 120120002         | Acalmani             | 1 105            |
| 120120006         | Apantla              | 1 103            |
| 120120026         | El Mesón             | 1 071            |
| 120120031         | Pozolapa             | 1 003            |
| Otras localidades | Otras localidades    | 31 443           |
| Total municipal   | Total municipal      | 69 123           |

## Política
Antes de 2018, Ayutla era gobernado por el sistema de elecciones entre candidatos de partidos políticos como en la mayor parte del país. A partir de ese año, los habitantes del municipio se gobiernan mediante sistemas normativos propios (conocidos también como "usos y costumbres"). Los pobladores del municipio determinaron que en estos procesos queda prohibida la participación e intervención de los partidos políticos estatales y nacionales.
Se conforma una Asamblea Municipal Comunitaria con 279 representantes de los pobladores del municipio: 46 de la etnia me'phaa (tlapaneca), 71 de la etnia tu'un savi (mixteca) y 162 del pueblo mestizo. La Asamblea nombra al Concejo Municipal Comunitario de Ayutla de los Libres, conformado por 6 concejeras y concejeros por cada uno de los tres pueblos o etnias del municipio. Por último, del Concejo electo se elige a 3 coordinadores, uno por cada pueblo o etnia. Así, queda establecido que la máxima autoridad en el municipio es la Asamblea, y el Concejo obedece y coordina lo que aquella establezca.